# Aeródromo El Mezquite Rojo
El Aeródromo "El Mezquite Rojo" o simplemente Aeródromo "El Mezquite" (Código DGAC: MWS) es un pequeño aeropuerto privado ubicado en el municipio de San Fernando, Tamaulipas y es operado por Picudo Rojo S. de P.R. de R.L. Cuenta con una pista de aterrizaje de 1,780 metros de largo y 19 metros de ancho con gota de viraje en la cabecera 34, así como una plataforma de aviación de 2,720 metros cuadrados (68m x 40m) y una calle de rodaje que conecta la pista con la plataforma. Actualmente solo se utiliza con propósitos de aviación general. Como dato curioso, en la serie de simuladores Microsoft Flight Simulator se presenta con el código de identificación Z21Z.